# IndyCar Series 2024
Navigation
2023 2025
En 2024 a lieu le 117e championnat officiel des NTT IndyCar Series, le 29e sous l'ère des IndyCar Series.

## Repères en début de saison
Álex Palou commence la saison en tant que champion en titre de la discipline.
Josef Newgarden a pour sa part remporté les 500 miles d'Indianapolis 2023.

### Pilotes

#### Débuts
Linus Lundqvist, champion 2022 de l'Indy Lights, fait ses débuts à temps plein avec Chip Ganassi Racing après 3 courses avec Meyer Shank Racing en 2023.
Kyffin Simpson, 10e de l'Indy NXT 2023, fait ses débuts à temps plein chez Chip Ganassi Racing.
Tom Blomqvist, vainqueur des 24 h de Daytona 2022 et 2023 et champion de L'IMSA 2022 en prototype, fait ses débuts à temps plein avec Meyer Shank Racing après 3 courses avec cette même équipe en 2023.
Kyle Larson, champion 2021 des Nascar Cup Series, court avec Arrow McLaren SP au 500 miles d'Indianapolis.

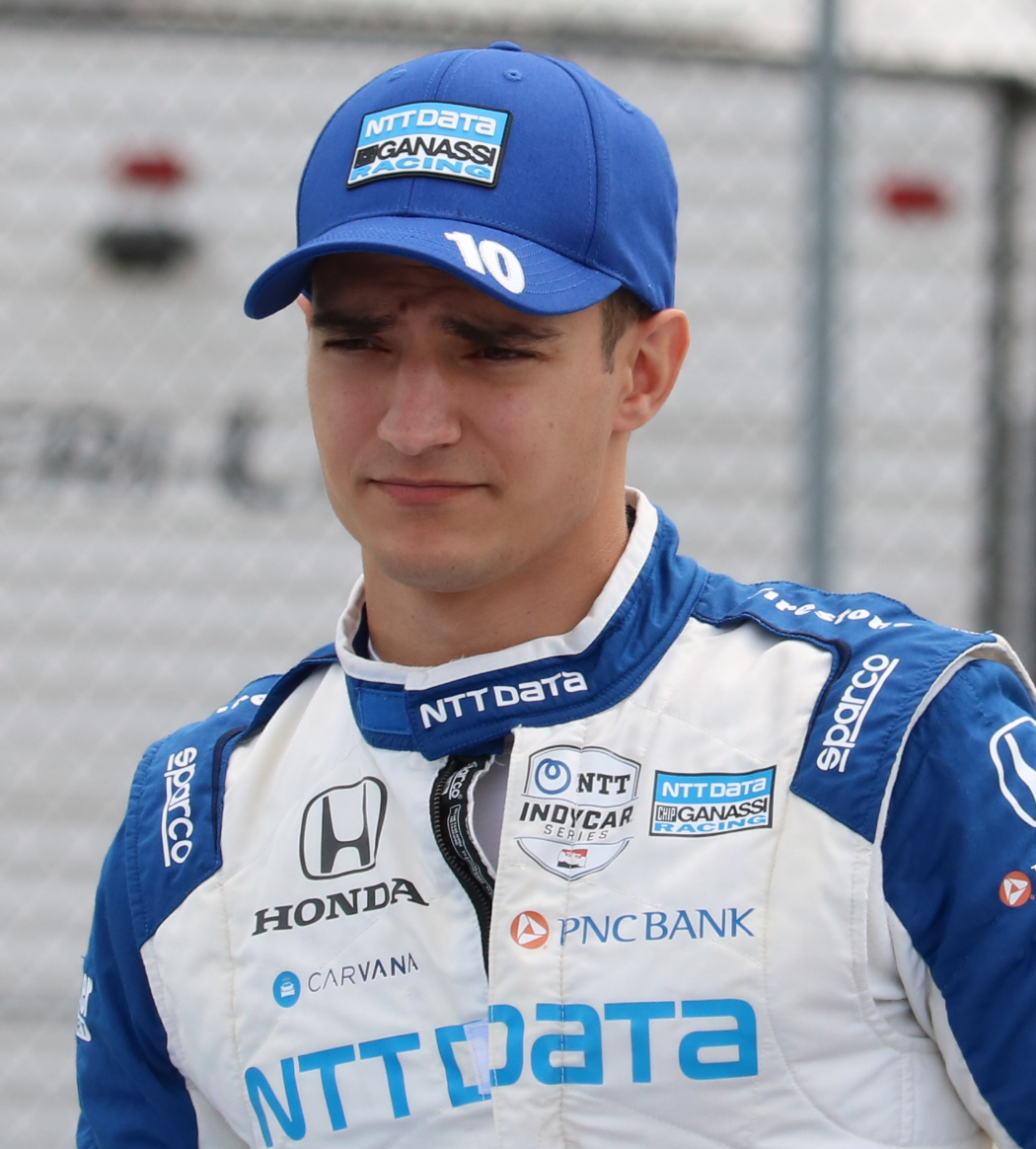
Alex Palou, le tenant du titre

Christian Rasmussen, champion de l'Indy NXT 2023, fait chez debut chez Ed Carpenter Racing sur les circuits routiers et au 500 miles d'Indianapolis. Finalement, il court aussi à Milwaukee et à Nashville en fin de saison.
Colin Braun, vainqueur des 24h de Daytona en 2023, fait ses débuts avec Dale Coyne Racing lors du Grand Prix de Saint Petersbourg et au Challenge 1 Million de Dollars.
Nolan Siegel, 3e de l'Indy NXT en 2023, fait ses débuts pour trois courses dont les 500 Miles d'Indianapolis avec Dale Coyne Racing, une course pour Juncos Hollinger Racing, à Road America et la suite de la saison chez Arrow McLaren SP.
Théo Pourchaire, champion 2023 de la Formule 2, fait ses débuts avec Arrow McLaren SP au Grand Prix de Long Beach et au Grand Prix de l'Alabama en remplacement de David Malukas, blessé. Il prend par la suite le relais pour les manches du Grand Prix d'Indianapolis, de Detroit et de Road America. Il revient ensuite pour le Grand Prix de Toronto à la place de Alexander Rossi.
Luca Ghiotto, 3e de la Formule 2 en 2019, fait ses débuts pour Dale Coyne Racing au Grand Prix de l'Alabama et au Grand Prix d'Indianapolis avec Dale Coyne Racing. Il revient par la suite au Grand Prix d'Elkhart Lake et de Monterey.
Toby Sowery, 3e de l'Indy Lights (maintenant Indy NXT) en 2019, fait ses débuts pour Dale Coyne Racing au Grand Prix de Mid-Ohio, puis fait deux courses de plus au Grand Prix de Toronto et de Portland.
Hunter McElrea, 2e de l'Indy NXT en 2023, fait ses débuts pour Dale Coyne Racing au Grand Prix de Toronto en remplacement de Jack Harvey, blessé.

#### Transferts
Marcus Ericsson quitte Chip Ganassi Racing pour rejoindre Andretti Global.
Felix Rosenqvist quitte Arrow McLaren SP pour rejoindre Meyer Shank Racing.
David Malukas quitte Dale Coyne Racing pour rejoindre Arrow McLaren SP.
Romain Grosjean quitte Andretti Global pour rejoindre Juncos Hollinger Racing.
Sting Ray Robb quitte Dale Coyne Racing pour rejoindre A. J. Foyt Racing.
Nolan Siegel quitte Dale Coyne Racing, avec qui il avait couru à deux manches et avait prévu une troisième, pour rejoindre Arrow McLaren SP.

#### Départs
Helio Castroneves, 20 saisons à temps plein et 4 à temps partiel, ne courra pas en IndyCar series à temps plein, participant seulement au 500 miles d'Indianapolis, à la manche de Détroit et de Road America,.
Tony Kanaan, 22 saisons à temps plein et 4 à temps partiel, ne courra plus en IndyCar series.
David Malukas quitte Arrow McLaren SP à la suite de la manche de Barber sans avoir couru une seul manche pour eux, s'étant blessé avant la saison.
Tom Blomqvist quitte l'IndyCar apres seulement 9 courses, dont 8 comptant pour le championnat et 6 cette saison.
Augustin Canapino quitte Juncos Hollinger Racing d'un commun accord après le Grand Prix de Toronto.

#### Retours
Pietro Fittipaldi, 9 courses en 2018 et 2021 chez Dale Coyne Racing, fait son retour dans la discipline chez Rahal Letterman Lanigan Racing.
Callum Ilott, 2 saisons en 2022 et 2023 chez Juncos Hollinger Racing, pour 2 courses en remplacement de David Malukas, blessé.
Tristan Vautier fait son retour pour la manche de Detroit chez Dale Coyne Racing.
David Malukas, 2 saisons en 2022 et 2023, fait son retour à temps plein à partir de la manche de Laguna Seca chez Meyer Shank Racing.
Conor Daly, qui n'avait fait que l'Indy 500 chez Dreyer & Reinbold Racing, remplace Jack Harvey pour le second Grand Prix de l'Iowa, à la suite d'une douleur au cou pour l'Anglais. Il remplace par la suite Augustin Canapino chez Juncos Hollinger Racing à partir du Grand Prix de Gateway.
Jüri Vips, 2 courses à la fin de 2023, fait son retour chez Rahal Letterman Lanigan Racing dans une quatrième voiture pour le Grand Prix de Portland.

#### Équipes
Hélio Castroneves devient copropriétaire de Meyer Shank Racing.
Andretti Autosport change de nom pour devenir Andretti Global.

## Écuries et Pilotes
| Équipe                                                         | Moteur    | No. | Pilote(s)              | Épreuve(s)          |
| -------------------------------------------------------------- | --------- | --- | ---------------------- | ------------------- |
| A. J. Foyt Enterprises                                         | Chevrolet | 14  | Santino Ferrucci       | Toutes              |
| A. J. Foyt Enterprises                                         | Chevrolet | 41  | Sting Ray Robb         | Toutes              |
| Andretti Global                                                | Honda     | 26  | Colton Herta           | Toutes              |
| Andretti Global                                                | Honda     | 27  | Kyle Kirkwood          | Toutes              |
| Andretti Global                                                | Honda     | 28  | Marcus Ericsson        | Toutes              |
| Andretti Herta Autosport avec Marco Andretti et Curb-Agajanian | Honda     | 98  | Marco Andretti         | 5                   |
| Arrow McLaren SP                                               | Chevrolet | 5   | Pato O'Ward            | Toutes              |
| Arrow McLaren SP                                               | Chevrolet | 6   | Callum Ilott           | 1, HC, 5            |
| Arrow McLaren SP                                               | Chevrolet | 6   | Nolan Siegel R         | 8-17                |
| Arrow McLaren SP                                               | Chevrolet | 6   | Théo Pourchaire,R      | 2-4, 6-7            |
| Arrow McLaren SP                                               | Chevrolet | 7   | Théo Pourchaire,R      | 12                  |
| Arrow McLaren SP                                               | Chevrolet | 7   | Alexander Rossi        | 1-11, 13-17         |
| Arrow McLaren SP                                               | Chevrolet | 17  | Kyle LarsonR           | 5                   |
| Chip Ganassi Racing                                            | Honda     | 4   | Kyffin Simpson R       | Toutes              |
| Chip Ganassi Racing                                            | Honda     | 8   | Linus Lundqvist R      | Toutes              |
| Chip Ganassi Racing                                            | Honda     | 9   | Scott Dixon            | Toutes              |
| Chip Ganassi Racing                                            | Honda     | 10  | Álex Palou             | Toutes              |
| Chip Ganassi Racing                                            | Honda     | 11  | Marcus Armstrong       | Toutes              |
| Dale Coyne Racing                                              | Honda     | 18  | Jack Harvey            | 1, 2–4, 6–10, 13–17 |
| Dale Coyne Racing                                              | Honda     | 18  | Conor Daly             | 11                  |
| Dale Coyne Racing                                              | Honda     | 18  | Hunter McElrea R       | 12                  |
| Dale Coyne Racing                                              | Honda     | 18  | Nolan Siegel R         | HC, 5               |
| Dale Coyne Racing avec Rick Ware Racing                        | Honda     | 51  | Nolan Siegel R         | 2                   |
| Dale Coyne Racing avec Rick Ware Racing                        | Honda     | 51  | Colin Braun R          | 1, HC               |
| Dale Coyne Racing avec Rick Ware Racing                        | Honda     | 51  | Luca Ghiotto R         | 3–4, 7-8            |
| Dale Coyne Racing avec Rick Ware Racing                        | Honda     | 51  | Katherine Legge,       | 5, 10-11, 13, 15-17 |
| Dale Coyne Racing avec Rick Ware Racing                        | Honda     | 51  | Tristan Vautier        | 6                   |
| Dale Coyne Racing avec Rick Ware Racing                        | Honda     | 51  | Toby Sowery R,         | 9, 12, 14           |
| Dreyer & Reinbold Racing                                       | Chevrolet | 23  | Ryan Hunter-Reay       | 5                   |
| Dreyer & Reinbold Racing                                       | Chevrolet | 24  | Conor Daly             | 5                   |
| Ed Carpenter Racing                                            | Chevrolet | 20  | Ed Carpenter           | 5, 10–11, 13        |
| Ed Carpenter Racing                                            | Chevrolet | 20  | Christian Rasmussen, R | 1–4, 6–9, 12, 14-17 |
| Ed Carpenter Racing                                            | Chevrolet | 33  | Christian Rasmussen, R | 5                   |
| Ed Carpenter Racing                                            | Chevrolet | 21  | Rinus VeeKay           | Toutes              |
| Juncos Hollinger Racing                                        | Chevrolet | 77  | Romain Grosjean        | Toutes              |
| Juncos Hollinger Racing                                        | Chevrolet | 78  | Agustín Canapino,      | 1-6, 8-12           |
| Juncos Hollinger Racing                                        | Chevrolet | 78  | Nolan Siegel R         | 7                   |
| Juncos Hollinger Racing                                        | Chevrolet | 78  | Conor Daly             | 13-17               |
| Meyer Shank Racing                                             | Honda     | 06  | Hélio Castroneves      | 5                   |
| Meyer Shank Racing                                             | Honda     | 66  | Hélio Castroneves      | 6-7                 |
| Meyer Shank Racing                                             | Honda     | 66  | Tom Blomqvist R        | 1-5                 |
| Meyer Shank Racing                                             | Honda     | 66  | David Malukas          | 8-17                |
| Meyer Shank Racing                                             | Honda     | 60  | Felix Rosenqvist       | Toutes              |
| Rahal Letterman Lanigan Racing                                 | Honda     | 15  | Graham Rahal           | Toutes              |
| Rahal Letterman Lanigan Racing                                 | Honda     | 30  | Pietro Fittipaldi      | Toutes              |
| Rahal Letterman Lanigan Racing                                 | Honda     | 45  | Christian Lundgaard    | Toutes              |
| Rahal Letterman Lanigan Racing                                 | Honda     | 75  | Takuma Sato            | 5                   |
| Rahal Letterman Lanigan Racing                                 | Honda     | 75  | Jüri Vips R            | 14                  |
| Team Penske                                                    | Chevrolet | 2   | Josef Newgarden        | Toutes              |
| Team Penske                                                    | Chevrolet | 3   | Scott McLaughlin       | Toutes              |
| Team Penske                                                    | Chevrolet | 12  | Will Power             | Toutes              |

## Calendrier
| Rd. | Date         | Course                                         | Piste                                         | Lieu                       |
| --- | ------------ | ---------------------------------------------- | --------------------------------------------- | -------------------------- |
| 1   | 10 mars      | Grand Prix automobile de St. Petersburg        | U Circuit urbain de St. Petersburg            | St. Petersburg (Floride)   |
| HC  | 24 mars      | Challenge 1 Million de Dollars au Thermal Club | R Club Thermal                                | Palms Springs (Californie) |
| 2   | 21 avril     | Grand Prix de Long Beach                       | U Circuit urbain de Long Beach                | Long Beach (Californie)    |
| 3   | 28 avril     | Grand Prix automobile d'Alabama                | R Barber Motorsport Park                      | Barber (Alabama)           |
| 4   | 11 mai       | Grand Prix automobile d'Indianapolis           | R Indianapolis Motor Speedway (tracé routier) | Speedway (Indiana)         |
| 5   | 26 mai       | 500 miles d'Indianapolis                       | O Indianapolis Motor Speedway                 | Speedway (Indiana)         |
| 6   | 2 juin       | Grand Prix automobile de Détroit               | U Circuit urbain de Détroit                   | Détroit (Michigan)         |
| 7   | 9 juin       | Grand Prix automobile d'Elkhart Lake           | R Road America                                | Elkhart Lake (Wisconsin)   |
| 8   | 23 juin      | Grand Prix automobile de Monterey              | R WeatherTech Raceway Laguna Seca             | Monterey (Californie)      |
| 9   | 7 juillet    | Grand Prix automobile de Mid-Ohio              | R Mid-Ohio Sports Car Course                  | Lexington (Ohio)           |
| 10  | 13 juillet   | Grand Prix automobile de l'Iowa 1              | O Iowa Speedway                               | Newton (Iowa)              |
| 11  | 14 juillet   | Grand Prix automobile de l'Iowa 2              | O Iowa Speedway                               | Newton (Iowa)              |
| 12  | 21 juillet   | Honda Indy Toronto                             | U Parc des expositions de Toronto             | Toronto (Ontario)          |
| 13  | 17 août      | Grand Prix automobile de Gateway               | O World Wide Technology Raceway at Gateway    | Madison (Illinois)         |
| 14  | 25 août      | Grand Prix automobile de Portland              | R Portland International Raceway              | Portland (Oregon)          |
| 15  | 31 août      | Grand Prix automobile de Milwaukee 1           | O Milwaukee Mile                              | Milwaukee (Wisconsin)      |
| 16  | 1 septembre  | Grand Prix automobile de Milwaukee 2           | O Milwaukee Mile                              | Milwaukee (Wisconsin)      |
| 17  | 15 septembre | Grand Prix automobile de Nashville             | O Nashville Superspeedway                     | Nashville (Tennessee)      |

## Résultats
| Manche | Course                                         | Pole Position    | Meilleur tour       | + de tours en tête | Vainqueur        | Vainqueur           | Vainqueur |
| Manche | Course                                         | Pole Position    | Meilleur tour       | + de tours en tête | Pilote           | Écurie              | Motoriste |
| ------ | ---------------------------------------------- | ---------------- | ------------------- | ------------------ | ---------------- | ------------------- | --------- |
| 1      | Grand Prix automobile de St. Petersburg        | Josef Newgarden  | Josef Newgarden     | Josef Newgarden    | Pato O'Ward      | Arrow McLaren SP    | Chevrolet |
| HC     | Challenge 1 Million de Dollars au Thermal Club | Álex Palou       | Álex Palou          | Álex Palou         | Álex Palou       | Chip Ganassi Racing | Honda     |
| 2      | Grand Prix de Long Beach                       | Felix Rosenqvist | Marcus Ericsson     | Scott Dixon        | Scott Dixon      | Chip Ganassi Racing | Honda     |
| 3      | Grand Prix automobile d'Alabama                | Scott McLaughlin | Scott McLaughlin    | Scott McLaughlin   | Scott McLaughlin | Team Penske         | Chevrolet |
| 4      | Grand Prix automobile d'Indianapolis           | Álex Palou       | Álex Palou          | Álex Palou         | Álex Palou       | Chip Ganassi Racing | Honda     |
| 5      | 500 miles d'Indianapolis                       | Scott McLaughlin | Christian Lundgaard | Scott McLaughlin   | Josef Newgarden  | Team Penske         | Chevrolet |
| 6      | Grand Prix automobile de Détroit               | Colton Herta     | Colton Herta        | Scott Dixon        | Scott Dixon      | Chip Ganassi Racing | Honda     |
| 7      | Grand Prix automobile d'Elkhart Lake           | Linus Lundqvist  | Scott Dixon         | Scott McLaughlin   | Will Power       | Team Penske         | Chevrolet |
| 8      | Grand Prix automobile de Monterey              | Álex Palou       | Marcus Ericsson     | Álex Palou         | Álex Palou       | Chip Ganassi Racing | Honda     |
| 9      | Grand Prix automobile de Mid-Ohio              | Álex Palou       | Josef Newgarden     | Álex Palou         | Pato O'Ward      | Arrow McLaren SP    | Chevrolet |
| 10     | Grand Prix automobile de l'Iowa 1              | Colton Herta     | Josef Newgarden     | Scott McLaughlin   | Scott McLaughlin | Team Penske         | Chevrolet |
| 11     | Grand Prix automobile de l'Iowa 2              | Scott McLaughlin | Josef Newgarden     | Álex Palou         | Will Power       | Team Penske         | Chevrolet |
| 12     | Honda Indy Toronto                             | Colton Herta     | Scott Dixon         | Colton Herta       | Colton Herta     | Andretti Global     | Honda     |
| 13     | Grand Prix automobile de Gateway               | Scott McLaughlin | Josef Newgarden     | Will Power         | Josef Newgarden  | Team Penske         | Chevrolet |
| 14     | Grand Prix automobile de Portland              | Santino Ferrucci | David Malukas       | Will Power         | Will Power       | Team Penske         | Chevrolet |
| 15     | Grand Prix automobile de Milwaukee 1           | Scott McLaughlin | Scott McLaughlin    | Pato O'Ward        | Pato O'Ward      | Arrow McLaren SP    | Chevrolet |
| 16     | Grand Prix automobile de Milwaukee 2           | Josef Newgarden  | Scott Dixon         | Scott McLaughlin   | Scott McLaughlin | Team Penske         | Chevrolet |
| 17     | Grand Prix automobile de Nashville             | Kyle Kirkwood    | Pato O'Ward         | Kyle Kirkwood      | Colton Herta     | Andretti Global     | Honda     |

## Classement

### Système de points
- Les égalités sont départagées par le nombre de victoires, suivi du nombre de 2e, 3e, etc. ; puis en terminant en position lors de la course précédente ; puis par tirage au sort[64].

| Position | 1st | 2nd | 3rd | 4th | 5th | 6th | 7th | 8th | 9th | 10th | 11th | 12th | 13th | 14th | 15th | 16th | 17th | 18th | 19th | 20th | 21st | 22nd | 23rd | 24th | 25th+ |
| -------- | --- | --- | --- | --- | --- | --- | --- | --- | --- | ---- | ---- | ---- | ---- | ---- | ---- | ---- | ---- | ---- | ---- | ---- | ---- | ---- | ---- | ---- | ----- |
| Points   | 50  | 40  | 35  | 32  | 30  | 28  | 26  | 24  | 22  | 20   | 19   | 18   | 17   | 16   | 15   | 14   | 13   | 12   | 11   | 10   | 9    | 8    | 7    | 6    | 5     |

### Classement des pilotes
- Dans toutes les courses à l'exception de l'Indy 500, le qualifié en pole position gagne 1 point (sauf si les qualifications n'ont pas lieu)[65]. Les douze qualifiés pour l'Indy 500 ceux qui se qualifient pour la session rapide 12 reçoivent des points en fonction des résultats de cette session, en baisse des 12 points pour la première place[65].
- Les pilotes qui mènent au moins un tour de course reçoivent 1 point[64]. Le pilote qui mène le plus de tours au cours d'une course marque 2 points supplémentaires[64].
- Les changements de moteur initiés par les participants avant que le moteur n'atteigne la distance requise entraînent une perte de 10 points[66].

| 1   | Álex Palou            | 4    | 1L* | 3   | 5L  | 1L* | 5L   | 16L | 4L  | 1L* | 2L* | 23  | 2L* | 4    | 4    | 2L  | 5   | 19  | 11  | 544 |
| 2   | Colton Herta          | 3L   | 4   | 2L  | 8   | 7   | 23   | 19L | 6L  | 2L  | 4   | 11L | 5   | 1L*  | 5    | 4L  | 22L | 3L  | 1L  | 512 |
| 3   | Scott McLaughlin      | 27   | 2   | 26  | 1L* | 6L  | 61L* | 20  | 3L* | 21  | 3L  | 1L* | 3L  | 16   | 2L   | 7   | 8L  | 1L* | 5   | 505 |
| 4   | Will Power            | 2    | 18  | 6L  | 2L  | 2   | 242  | 6   | 1L  | 7   | 11  | 18  | 1L  | 12   | 18L* | 1L* | 2L  | 10L | 24  | 498 |
| 5   | Pato O'Ward           | 1    | 13  | 16  | 23  | 13  | 28L  | 7   | 8   | 8   | 1L  | 2   | 6   | 17   | 26   | 15  | 1L* | 24  | 2L  | 460 |
| 6   | Scott Dixon           | 7    | 24  | 1L* | 15  | 4L  | 3L   | 1L* | 21  | 6   | 27  | 4   | 4   | 3L   | 11L  | 28  | 10  | 2   | 17  | 456 |
| 7   | Kyle Kirkwood         | 10   | 20  | 7L  | 10  | 11  | 711L | 4L  | 5L  | 5L  | 8   | 7   | 16  | 2    | 22   | 10  | 12  | 8   | 4L* | 420 |
| 8   | Josef Newgarden       | 26L* | 8   | 4L  | 16  | 18  | 13L  | 26L | 2L  | 19L | 25  | 3   | 7   | 11   | 1L   | 3L  | 27  | 27L | 3L  | 401 |
| 9   | Santino Ferrucci      | 9    | 16  | 21  | 7L  | 27  | 86L  | 9   | 15  | 9   | 10  | 6   | 11  | 20   | 12   | 8   | 4   | 4L  | 6   | 367 |
| 10  | Alexander Rossi       | 6    | 7   | 10  | 25  | 8L  | 44L  | 5   | 18  | 3L  | 6   | 8   | 15  | Ret. | 19L  | 12  | 7   | 6L  | 15L | 365 |
| 11  | Christian Lundgaard   | 18L  | 9   | 23  | 6   | 3L  | 13L  | 11L | 11  | 15  | 7   | 22  | 17  | 7    | 15   | 13  | 9   | 12  | 19  | 312 |
| 12  | Felix Rosenqvist      | 5    | 3   | 9   | 4L  | 10  | 279  | 8   | 14L | 11  | 14  | 13  | 26  | 23   | 6    | 14  | 13  | 11  | 27  | 305 |
| 13  | Rinus VeeKay          | 8    | 26  | 14  | 17  | 26  | 97L  | 14  | 24  | 26  | 19  | 5   | 9   | 8    | 10   | 11  | 14  | 7   | 12  | 300 |
| 14  | Marcus Armstrong      | 25   | 5   | 12  | 9   | 5L  | 30   | 3   | 26  | 22  | 17  | 10  | 19  | 5    | 8    | 5L  | 21  | 26  | 7   | 298 |
| 15  | Marcus Ericsson       | 23   | 23  | 5   | 18  | 16  | 32   | 2   | 9   | 10L | 5   | 9   | 23  | 18L  | 24L  | 6   | 26  | 5   | 25  | 297 |
| 16  | Linus Lundqvist RY    | 21   | 6   | 13  | 3L  | 24  | 28   | 22  | 12  | 17  | 15  | 21  | 12L | 13   | 3L   | 23  | 6L  | 20  | 8   | 279 |
| 17  | Romain Grosjean       | 22   | 27  | 8   | 12  | 12  | 19   | 23  | 7   | 4   | 23  | 24  | 10  | 9    | 16   | 27  | 24  | 9   | 16  | 260 |
| 18  | Graham Rahal          | 14   | 11  | 17  | 11  | 9L  | 15   | 15  | 10  | 23  | 18  | 16  | 8   | 10   | 23L  | 9   | 20  | 23  | 23  | 251 |
| 19  | Pietro Fittipaldi     | 13   | 12  | 24  | 27  | 14L | 33   | 13  | 16  | 14  | 24  | 19  | 20  | 19   | 14   | 25  | 18  | 21  | 21  | 186 |
| 20  | Sting Ray Robb        | 24   | 22  | 18  | 26  | 22  | 16L  | 21  | 17  | 20  | 16  | 15  | 21  | 25   | 9L   | 18  | 23  | 18  | 20  | 185 |
| 21  | Kyffin Simpson R      | 12   | 21  | 19  | 14  | 15  | 21L  | 24  | 27  | 24  | 21  | 14  | 18  | 22   | 25   | 16  | 25  | 13  | 22  | 181 |
| 22  | Christian Rasmussen R | 19   | 19  | 27  | 24  | 20  | 12L  | 27  | 20  | 13  | 9   |     |     | 27   |      | 26  | 11  | 16  | 14  | 163 |
| 23  | Nolan Siegel R        |      | 14  | 20  |     |     | NQ   |     | 23  | 12  | 20  | 12  | 14  | 21   | 7L   | 21  | 17  | 25  | 18  | 154 |
| 24  | David Malukas         |      |     |     |     |     |      |     |     | 16  | 12  | 26  | 13  | 6    | 21L  | 20  | 15  | 22  | 9L  | 147 |
| 25  | Jack Harvey           | 17   |     | 25  | 13  | 19  |      | 17  | 25  | 25  | 26  | 25  |     |      | 20   | 24  | 16  | 14  | 13  | 142 |
| 26  | Conor Daly            |      |     |     |     |     | 10L  |     |     |     |     |     | 27  |      | 13   | 22  | 3   | 17  | 10  | 117 |
| 27  | Agustín Canapino      | 16   | 10  | 15  | 20  | 21  | 22   | 12  |     | 18  | 22  | 27  | 25  | 26   |      |     |     |     |     | 109 |
| 28  | Théo Pourchaire R     |      |     | 11  | 22  | 17  |      | 10  | 13  |     |     |     |     | 14   |      |     |     |     |     | 91  |
| 29  | Katherine Legge       |      |     |     |     |     | 29   |     |     |     |     | 17  | 24  |      | 27   |     | 19  | 15L | 26  | 61  |
| 30  | Tom Blomqvist R       | 15   | 15  | 22  | 19  | 23  | 31   |     |     |     |     |     |     |      |      |     |     |     |     | 46  |
| 31  | Toby Sowery R         |      |     |     |     |     |      |     |     |     | 13  |     |     | 15   |      | 17  |     |     |     | 45  |
| 32  | Ed Carpenter          |      |     |     |     |     | 17L  |     |     |     |     | 20  | 22  |      | 17   |     |     |     |     | 45  |
| 33  | Callum Ilott          | 11   | 17  |     |     |     | 11L  |     |     |     |     |     |     |      |      |     |     |     |     | 39  |
| 34  | Luca Ghiotto R        |      |     |     | 21  | 25  |      |     | 22  | 27  |     |     |     |      |      |     |     |     |     | 27  |
| 35  | Helio Castroneves     |      |     |     |     |     | 20   | 25  | 19  |     |     |     |     |      |      |     |     |     |     | 26  |
| 36  | Kyle Larson R         |      |     |     |     |     | 185L |     |     |     |     |     |     |      |      |     |     |     |     | 21  |
| 37  | Takuma Sato           |      |     |     |     |     | 1410 |     |     |     |     |     |     |      |      |     |     |     |     | 19  |
| 38  | Tristan Vautier       |      |     |     |     |     |      | 18  |     |     |     |     |     |      |      |     |     |     |     | 12  |
| 39  | Jüri Vips R           |      |     |     |     |     |      |     |     |     |     |     |     |      |      | 19  |     |     |     | 11  |
| 40  | Colin Braun R         | 20   | 25  |     |     |     |      |     |     |     |     |     |     |      |      |     |     |     |     | 10  |
| 41  | Hunter McElrea R      |      |     |     |     |     |      |     |     |     |     |     |     | 24   |      |     |     |     |     | 6   |
| 42  | Ryan Hunter-Reay      |      |     |     |     |     | 2612 |     |     |     |     |     |     |      |      |     |     |     |     | 6   |
| 43  | Marco Andretti        |      |     |     |     |     | 25   |     |     |     |     |     |     |      |      |     |     |     |     | 5   |
| Pos | Pilote                | STP  | 1MC | LBH | ALA | IGP | INDY | DET | ROA | LAG | MDO | IOW | IOW | TOR  | GAT  | POR | MIL | MIL | NSH | Pts |

| Couleur    | Résultat            |
| ---------- | ------------------- |
| Or         | Vainqueur           |
| Argent     | Deuxième            |
| Bronze     | Troisième           |
| Vert       | 4e ou 5e            |
| Bleu clair | 6e à 10e            |
| Bleu foncé | Autre pilote classé |
| Pourpre    | Abandon             |
| Rouge      | Non qualifié (NQ)   |
| Brun       | Retiré (Ret)        |
| Noir       | Disqualifié (DSQ)   |
| Blanc      | Non partant (DNS)   |
| Blanc      | Course annulée (C)  |
| Vide       | Non inscrit         |

| Notation |                                              |
| Gras     | Pole position (1 point; sauf Indy)           |
| Italique | Meilleur tour                                |
| L        | Leader tour de course (1 point)              |
| *        | Plus de tours en tête (2 points)             |
| 1–12     | Indy 500 "Fast Twelve" points bonus          |
| c        | Qualifications annulées (pas de point bonus) |
| RY       | Révélation de l'année                        |
| R        | Débutant                                     |

### Classement des voitures
- Seules les voitures qui courent pour l'entièreté du championnat sont comptabilisées dans ce tableau.

| 1   | Chip Ganassi Racing #10            | 4    | 1L* | 3   | 5L  | 1L* | 5L   | 16L | 4L  | 1L* | 2L* | 23  | 2L* | 4   | 4    | 2L  | 5   | 19  | 11  | 544 |
| 2   | Andretti Global #26                | 3L   | 4   | 2L  | 8   | 7   | 23   | 19L | 6L  | 2L  | 4   | 11L | 5   | 1L* | 5    | 4L  | 22L | 3L  | 1L  | 512 |
| 3   | Team Penske #3                     | 27   | 2   | 26  | 1L* | 6L  | 61L* | 20  | 3L* | 21  | 3L  | 1L* | 3L  | 16  | 2L   | 7   | 8L  | 1L* | 5   | 505 |
| 4   | Team Penske #12                    | 2    | 18  | 6L  | 2L  | 2   | 242  | 6   | 1L  | 7   | 11  | 18  | 1L  | 12  | 18L* | 1L* | 2L  | 10L | 24  | 498 |
| 5   | Arrow McLaren SP #5                | 1    | 13  | 16  | 23  | 13  | 28L  | 7   | 8   | 8   | 1L  | 2   | 6   | 17  | 26   | 15  | 1L* | 24  | 2L  | 460 |
| 6   | Chip Ganassi Racing #9             | 7    | 24  | 1L* | 15  | 4L  | 3L   | 1L* | 21  | 6   | 27  | 4   | 4   | 3L  | 11L  | 28  | 10  | 2   | 17  | 456 |
| 7   | Andretti Global #27                | 10   | 20  | 7L  | 10  | 11  | 711L | 4L  | 5L  | 5L  | 8   | 7   | 16  | 2   | 22   | 10  | 12  | 8   | 4L* | 420 |
| 8   | Team Penske #2                     | 26L* | 8   | 4L  | 16  | 18  | 13L  | 26L | 2L  | 19L | 25  | 3   | 7   | 11  | 1L   | 3L  | 27  | 27L | 3L  | 401 |
| 9   | Arrow McLaren SP #7                | 6    | 7   | 10  | 25  | 8L  | 44L  | 5   | 18  | 3L  | 6   | 8   | 15  | 14  | 19L  | 12  | 7   | 6L  | 15L | 381 |
| 10  | A.J Foyt Enterprises #14           | 9    | 16  | 21  | 7L  | 27  | 86L  | 9   | 15  | 9   | 10  | 6   | 11  | 20  | 12   | 8   | 4   | 4L  | 6   | 367 |
| 11  | Rahal Letterman Lanigan Racing #45 | 18L  | 9   | 23  | 6   | 3L  | 13L  | 11L | 11  | 15  | 7   | 22  | 17  | 7   | 15   | 13  | 9   | 12  | 19  | 312 |
| 12  | Meyer Shank Racing #60             | 5    | 3   | 9   | 4L  | 10  | 279  | 8   | 14L | 11  | 14  | 13  | 26  | 23  | 6    | 14  | 13  | 11  | 27  | 305 |
| 13  | Ed Carpenter Racing #21            | 8    | 26  | 14  | 17  | 26  | 97L  | 14  | 24  | 26  | 19  | 5   | 9   | 8   | 10   | 11  | 14  | 7   | 12  | 300 |
| 14  | Chip Ganassi Racing #11            | 25   | 5   | 12  | 9   | 5L  | 30   | 3   | 26  | 22  | 17  | 10  | 19  | 5   | 8    | 5L  | 21  | 26  | 7   | 298 |
| 15  | Andretti Global #28                | 23   | 23  | 5   | 18  | 16  | 32   | 2   | 9   | 10L | 5   | 9   | 23  | 18L | 24L  | 6   | 26  | 5   | 25  | 297 |
| 16  | Chip Ganassi Racing #8             | 21   | 6   | 13  | 3L  | 24  | 28   | 22  | 12  | 17  | 15  | 21  | 12L | 13  | 3L   | 23  | 6L  | 20  | 8   | 279 |
| 17  | Juncos Hollinger Racing #77        | 22   | 27  | 8   | 12  | 12  | 19   | 23  | 7   | 4   | 23  | 24  | 10  | 9   | 16   | 27  | 24  | 9   | 16  | 260 |
| 18  | Arrow McLaren SP #6                | 11   | 17  | 11  | 22  | 17  | 11L  | 10  | 13  | 12  | 20  | 12  | 14  | 21  | 7L   | 21  | 17  | 25  | 18  | 253 |
| 19  | Rahal Letterman Lanigan Racing #15 | 14   | 11  | 17  | 11  | 9L  | 15   | 15  | 10  | 23  | 18  | 16  | 8   | 10  | 23L  | 9   | 20  | 23  | 23  | 251 |
| 20  | Meyer Shank Racing #66             | 15   | 15  | 22  | 19  | 23  | 31   | 25  | 19  | 16  | 12  | 26  | 13  | 6   | 21L  | 20  | 15  | 22  | 9L  | 212 |
| 21  | Juncos Hollinger Racing #78        | 16   | 10  | 15  | 20  | 21  | 22   | 12  | 23  | 18  | 22  | 27  | 25  | 26  | 13   | 22  | 3   | 17  | 10  | 209 |
| 22  | Ed Carpenter Racing #20            | 19   | 19  | 27  | 24  | 20  | 17L  | 27  | 20  | 13  | 9   | 20  | 22  | 27  | 17   | 26  | 11  | 16  | 14  | 190 |
| 23  | Rahal Letterman Lanigan Racing #30 | 13   | 12  | 24  | 27  | 14L | 33   | 13  | 16  | 14  | 24  | 19  | 20  | 19  | 14   | 25  | 18  | 21  | 21  | 186 |
| 24  | A.J Foyt Enterprises #41           | 24   | 22  | 18  | 26  | 22  | 16L  | 21  | 17  | 20  | 16  | 15  | 21  | 25  | 9L   | 18  | 23  | 18  | 20  | 185 |
| 25  | Chip Ganassi Racing #4             | 12   | 21  | 19  | 14  | 15  | 21L  | 24  | 27  | 24  | 21  | 14  | 18  | 22  | 25   | 16  | 25  | 13  | 22  | 181 |
| 26  | Dale Coyne Racing #18              | 17   | 14  | 25  | 13  | 19  | NQ   | 17  | 25  | 25  | 26  | 25  | 27  | 24  | 20   | 24  | 16  | 14  | 13  | 153 |
| 27  | Dale Coyne Racing #51              | 20   | 25  | 20  | 21  | 25  | 29   | 18  | 22  | 27  | 13  | 17  | 24  | 15  | 27   | 17  | 19  | 15L | 26  | 152 |
| Pos | Voiture                            | STP  | THE | LBH | ALA | IGP | INDY | DET | ROA | LAG | MDO | IOW | IOW | TOR | GAT  | POR | MIL | MIL | NSH | Pts |

### Classement des motoristes
- La pole rapporte 1 point, sauf lors des 500 Miles d'Indianapolis où le meilleur temps le samedi à 1 point et celui qui prend la pole le dimanche, 2.
- La victoire rapporte 5 points.

| 1   | Chevrolet    | 1   | 2   | 4   | 1   | 2   | 1    | 5   | 1   | 3   | 1   | 1   | 1   | 7   | 1   | 1   | 1   | 2   | 2   | 90    | 1478 |
| 1   | Chevrolet    | 2   | 7   | 6   | 2   | 6   | 2    | 6   | 2   | 4   | 3   | 2   | 3   | 8   | 2   | 3   | 2   | 4   | 3   | 90    | 1478 |
| 1   | Chevrolet    | 86  | 0   | 60  | 96  | 68  | 98   | 58  | 95  | 67  | 90  | 95  | 91  | 50  | 96  | 91  | 96  | 72  | 75  | 90    | 1478 |
| 2   | Honda        | 3   | 1   | 1   | 3   | 1   | 3    | 1   | 4   | 1   | 2   | 4   | 2   | 1   | 3   | 2   | 5   | 1   | 1   | 35    | 1341 |
| 2   | Honda        | 4   | 3   | 2   | 4   | 3   | 5    | 2   | 5   | 2   | 4   | 7   | 4   | 2   | 4   | 4   | 6   | 3   | 4   | 35    | 1341 |
| 2   | Honda        | 67  | 0   | 96  | 67  | 91  | 65   | 96  | 63  | 96  | 73  | 59  | 72  | 96  | 67  | 72  | 58  | 85  | 88  | 35    | 1341 |
| Pos | Constructeur | STP | THE | LBH | ALA | IGP | INDY | DET | ROA | LAG | MDO | IOW | IOW | TOR | GAT | POR | MIL | MIL | NSH | Bonus | Pts  |